# 吳怡文
吳怡文（1986年8月5日—），上海人，中國女子花樣游泳運動員。

## 生涯
2006年，吳怡文與隊友蔣文文、蔣婷婷、張曉歡、顧貝貝、王娜、劉鷗、孫萩亭及朱政，在領隊李維波率領下參與多哈亞運會，在團體賽小項擊敗日本，為中國奪得他們的首面花樣游泳的國際性冠軍。
2009年，與隊友遠赴意大利羅馬參加2009年世界游泳錦標賽花樣游泳比賽，在集體規定動作、集體自選動作及自由組合，奪得一銀兩銅成績。
2010年，與隊友參加廣州亞運會花樣游泳比賽的集體及自由組合比賽，奪得兩面金牌。
2012年，吳怡文代表中国出戰英國倫敦舉行的奥林匹克运动会水上芭蕾比賽團體項目賽事。